# جاك مارشال (شاعر)
جاك مارشال (بالإنجليزية: Jack Marshall)‏ هو شاعر أمريكي، ولد في 1936 في بروكلين في الولايات المتحدة.

## وصلات خارجية
- جاك مارشال على موقع ميوزك برينز (الإنجليزية)